# 村山新治
村山 新治（むらやま しんじ、1922年7月10日 - 2021年2月14日）は、日本の映画監督。兄はドキュメンタリー監督の村山英治。

## 来歴・人物
長野県埴科郡屋代町（現千曲市）生まれ。1941年に長野工業学校卒業後、記録映画の助監督を経て、1949年に東映の前身である太泉映画入社。今井正らの助監督を務めた後、1956年に東映教育映画部の『わんぱく時代』で監督デビュー。1957年の『警視庁物語 上野発五時三十五分』で一般映画も監督するようになる
。その後も『警視庁物語』シリーズをはじめとしたセミ・ドキュメンタリー的な作品を多く手がけた。
1970年代以降は主にテレビドラマ演出に活躍の場を移し、『特捜最前線』や一連の東映不思議コメディーシリーズなどの監督を長年にわたって務めた。
2021年2月14日午後8時22分、老衰のため、東京都三鷹市の自宅で死去。98歳没。

## 主な監督作品

### 映画
- 『わんぱく時代』（1956年）
- 『警視庁物語 上野発五時三十五分』（1957年）
- 『風の又三郎』（1957年）
- 『二宮尊徳の少年時代』（1957年）
- 『ふるさとの唄 哀愁のりんご園』（1957年）
- 『ふるさとの唄 お母さんの東京見物』（1957年）
- 『警視庁物語 七人の追跡者』（1958年）
- 『警視庁物語 魔の伝言板』（1958年）
- 『今は名もない男だが』（1958年）
- 『警視庁物語 顔のない女』（1959年）
- 『特ダネ三十時間 第三の女』（1959年）
- 『特ダネ三十時間 深夜の挑戦』（1959年）
- 『警視庁物語 一〇八号車』（1959年）
- 『警視庁物語 遺留品なし』（1959年）
- 『七つの弾丸』（1959年）
- 『消えた密航船』（1960年）
- 『白い粉の恐怖』（1960年）
- 『二人だけの太陽』（1961年）
- 『故郷は緑なりき』（1961年）
- 『警視庁物語　12人の刑事』（1961年）
- 『霧の港の赤い花』（1962年）
- 『純愛物語 草の実』（1962年）
- 『東京アンタッチャブル』（1962年）
- 『無法松の一生』（1963年）
- 『海軍』（1963年）
- 『肉体の盛装』（1964年）
- 『孤独の賭け』（1965年）
- 『いろ』（1965年）
- 『おんな番外地 鎖の牝犬』（1965年）
- 『夜の悪女』（1965年）
- 『夜の牝犬』（1966年）
- 『遊侠三代』（1966年）
- 『夜の青春シリーズ 赤い夜光虫』（1966年）
- 『男度胸で勝負する』（1966年）
- 『ボスは俺の拳銃で』（1966年）
- 『柳ヶ瀬ブルース』（1967年）
- 『旅路』（1967年）
- 『夜の手配師』（1968年）
- 『あゝ予科練』（1968年）
- 『㊙トルコ風呂』（1968年）
- 『夜の歌謡シリーズ 伊勢佐木町ブルース』（1968年）
- 『現代任侠道 兄弟分』（1970年）
- 『日本悪人伝』（1971年）
- 『尼寺博徒』（1971年）
- 『日本悪人伝 地獄の道づれ』（1972年）
- 『実録飛車角 狼どもの仁義』（1974年）
- 『きみは風のように』（1984年）

### テレビ
- 『刑事さん』 第1・第2シリーズ（1967年〜1968年、NET）
- 『キイハンター』（1968〜1973年、TBS）
- 『ブラックチェンバー』（1969年、フジテレビ）
- 『特命捜査室』（1969年、フジテレビ）
- 『ゴールドアイ』（1970年、日本テレビ）
- 『シークレット部隊』（1972年、TBS）
- 『刑事くん（第3部）』（1973年、TBS）
- 『アイフル大作戦』（1973〜1974年、TBS）
- 『事件狩り』（1974年、TBS）
- 『バーディー大作戦』（1974〜1975年、TBS）
- 『Gメン'75』（1975〜1977年、TBS）
- 『刑事くん（第4部）』（1975年、TBS）
- 『TOKYO DETECTIVE 二人の事件簿』（1975年、ABC）
- 『新宿警察』（1975〜1976年、フジテレビ）
- 『ベルサイユのトラック姐ちゃん』（1976年、NET）
- 『宇宙鉄人キョーダイン』（1976年、毎日放送）
- 『夜明けの刑事』（1976年、TBS）
- 『影同心II』（1976年、毎日放送）
- 『大非常線』（1976年、NET）
- 『特捜最前線』（1977〜1987年、テレビ朝日）
- 土曜ワイド劇場『さそり座の女』（1978年、テレビ朝日）
- 『野性の証明』（1979年、毎日放送）
- 『騎馬奉行』（1979〜1980年、関西テレビ）
- 『非情のライセンス』第3シリーズ（1980年、テレビ朝日）
- 土曜ワイド劇場『女教師　コンクリート殺人事件』（1980年、テレビ朝日）
- 『'81年型説教強盗』（1981年、テレビ朝日）
- 『女捜査官』（1982年、ABC）
- 『海にかける虹〜山本五十六と日本海軍』（1983年、テレビ東京）
- 土曜ワイド劇場『女49歳の決算』（1983年、テレビ朝日）
- 土曜ワイド劇場『女子医大生　父娘心中』（1983年、テレビ朝日）
- 土曜ワイド劇場『女たちの森』（1984年、テレビ朝日）
- 『ニュードキュメンタリードラマ昭和 松本清張事件にせまる』 第13・14・15回（1984年、テレビ朝日）
- 『おもいっきり探偵団 覇悪怒組』（1987年、フジテレビ）
- 『じゃあまん探偵団 魔隣組』（1988年、フジテレビ）
- 『魔法少女ちゅうかなぱいぱい!』（1989年、フジテレビ）
- 『魔法少女ちゅうかないぱねま!』（1989年、フジテレビ）
- 『美少女仮面ポワトリン』（1990年、フジテレビ）
- 『不思議少女ナイルなトトメス』（1991年、フジテレビ）
- 『うたう!大龍宮城』（1992年、フジテレビ）
- 『有言実行三姉妹シュシュトリアン』（1993年、フジテレビ）